# Eduardo Duhalde
Eduardo Alberto Duhalde Maldonado (ur. 5 października 1941 w Lomas de Zamora) – polityk argentyński, prezydent Argentyny w latach 2002–2003.
Z wykształcenia prawnik. W latach 1989–1991 pełnił funkcję wiceprezydenta w administracji Carlosa Menema, następnie przez dwie kadencje (1991–1999) był gubernatorem stanu Buenos Aires. W 1999 przegrał walkę o prezydenturę z Fernando de la Rúa. Został wybrany na tymczasowego prezydenta Argentyny przez parlament w styczniu 2002, w czasie kryzysu gospodarczego i serii rezygnacji kolejnych tymczasowych szefów państwa. Uznaje się ogólnie, iż udało mu się w znacznej mierze zahamować rozwój kryzysu.
Jego następcą został w maju 2003 Néstor Kirchner.